# Karykès
Karykès (en grec byzantin : Καρύκης) est le gouverneur byzantin de la Crète qui se révolte contre Alexis Ier Comnène entre 1090 et 1093. Les sources de l'époque, représentées principalement par Jean Zonaras et Anne Comnène, fournissent peu de détails. L'historien Michel Glycas la confond avec celle de Rhapsomatès sur l'île de Chypre, qui intervient au même mement.
Le fait que Karykès ne soit connu que de son nom de famille dans les sources suggérerait qu'il est bien connu au sein de la société byzantine. Néanmoins, ses relations familiales sont inconnues. Il pourrait s'agir du même homme que Nicétas Karykès, doux de Bulgarie entre 1070 et 1090. D'autres Karykès sont aussi connus à cette époque, dont un Basile Karykès.

## Biographie
Karykès est uniquement connu pour la révolte qu'il mène contre le pouvoir impérial en 1090 ou 1091, alors qu'il est le gouverneur de la Crète. Peu de choses sont connues des motifs de ce mouvement. Selon Ferdinand Chalandon et Judith Herrin, c'est une réaction à la politique fiscale de l'empereur. Pour les deux historiens, il aurait agi de concert avec Rhapsomatès et pour les mêmes raisons, profitant qu'Alexis Ier soit occupé à lutter contre Tzachas, l'émir turc de Smyrne. Pour Herrin, Karykès aurait même pu s'allier avec Tzachas. Selon Dimitri Tsougarakis, il est plus le chef d'une révolte militaire que le leader d'un mouvement populaire. Il estime qu'il n'a pas assez de soutien au sein de la population pour résister à une intervention impériale, auquel cas, son action ne serait pas liée à la fiscalité, un thème prompt à susciter l'adhésion des populations. En outre, à la différence de Chypre, la Crète est aisément reprise par les troupes impériales.
Le fait que Karykès soit le gouverneur de la Crète est un fait quasi-certain, qu'il ait porté le titre de doux ou de catépan. Toutefois, les sources laissent ouverte la possibilité qu'il se soit emparé de l'île. Sa révolte commence à la fin de l'année 1090 ou au début de l'année 1091. En effet, c'est en février ou en mars 1091 qu'un texte de Jean l'Oxite adressé à Alexis Ier mentionne l'éclatement de deux révoltes à Chypre et en Crète. Elles précèdent de peu la victoire d'Alexis lors de la bataille de la colline de Lebounion en avril.
Pendant un temps, Karykès impose son autorité. Toutefois, en 1092 ou 1093, l'empereur envoie l'amiral Jean Doukas reprendre l'île. Les sources ne s'accordent pas sur le déroulement des événements. Selon la Vie de Saint Mélèce le Jeune, Doukas se rend d'abord en Eubée où il apprend que les Crétois se sont soulevés et ont tué Karykès. Il se serait ensuite rendu sur l'île pour y rétablir pacifiquement l'autorité impériale, y laissant des garnisons. Une lettre de Théophylacte d'Ohrid datée de cette période va dans le sens de cette version. Toutefois, selon Anne Comnène, les Crétois abandonnent Karykès quand ils apprennent que la flotte impériale est arrivée sur l'île de Kárpathos. Elle date l'expédition juste après la victoire contre l'émir de Smyrne, soit à l'été ou à l'automne 1092. En revanche, dans l'autre version de l'histoire, l'expédition interviendrait au printemps 1093. Une inscription à Didymes commémorant la restauration du fort de Hiéron est rattachée par Hélène Ahrweiler à l'expédition de Doukas contre la Crète car cette localité est souvent un lieu de départ pour Chypre et la Crète. Toutefois, cette hypothèse ne fait pas consensus.

## Sources
- Jean-Claude Cheynet, Pouvoir et contestations à Byzance (963-1210), Paris, Publications de la Sorbonne, 1990 (lire en ligne)
- (en) Peter Frankopan, « Challenges to Imperial Authority in Byzantium: Revolts on Crete and Cyprus at the End of the 11th C. », Byzantion, vol. 74,‎ 2004, p. 382-402 (JSTOR 44172968)
- Paul Gautier, « Défection et soumission de la Crète sous Alexis Ier Comnène », Revue des études byzantines, vol. 35,‎ 1977, p. 215-227
- (en) Alexis Savvides, « Can we refer to a concerted action among Rapsomates, Caryces and the Emir Tzachas between AD 1091 and 1093? », Byzantion, vol. 70,‎ 2000, p. 122-134